# Хольмен, Янне
Янне Свен-Оке Хольмен (фин. Janne Sven-Åke Holmén, род. 26 сентября 1977[…], Йомала, Аландские острова) — финский легкоатлет, бегун на длинные дистанции, участник летних Олимпийских игр 2004 и 2008 годов, чемпион Европы 2002 года в марафоне, многократный чемпион Финляндии в беге на 10 000 метров.

## Спортивная биография
В 2002 году Хольмен завоевал свою самую значимую награду. На чемпионате Европы в Мюнхене финский спортсмен на марафонской дистанции сумел прийти к финишу первым. Дважды Янне принимал участие в чемпионатах мира. Наивысшим результатом в них стало 9-е место в марафоне на чемпионате мира 2007 года.
В 2004 году Хольмен дебютировал на летних Олимпийских играх. В марафоне финский спортсмен с результатом 2:17:50 занял 22-е место.
В 2008 году Янне во второй раз выступил на летних Олимпийских играх. В марафонском забеге финский спортсмен пробежал на три минуты быстрее, чем в Афинах (2:14:44) и занял 19-е место.

## Личная жизнь
- Отец — Руне Хольмен, бывший бегун, является тренером Янне. Мать — Нина Хольмен, участница летних Олимпийских игр 1976 года, чемпионка Европы 1974 года в беге на 3000 метров.
- Окончил Уппсальский университет